# František Kubiš
František Kubiš (25. září 1887 Horní Radslavice číslo popisné 14 – 24. října 1942 Koncentrační tábor Mauthausen) byl otcem parašutisty rotmistra Jana Kubiše. Za účast syna na útoku na zastupujícího říšského protektora Reinharda Heydricha byl spolu s dalšími členy rozvětvené rodiny popraven v koncentračním táboře Mauthausen.

## Život

### Rodinný původ, povolání
František Kubiš se narodil 25. září 1887 v  Horních Radslavicích nedaleko Třebíče. Otec Františka Kubiše byl domkař Josef Kubiš (1850–1915) podruh a nádeník v Horních Radslavicích. Matka Františka Kubiše se jmenovala Františka Toufarová, rozená Budínová (1852–1924) a se svým budoucím manželem Josefem Kubišem byla oddána 6. října 1879 v Uhřínově. František Kubiš nebyl jedináčkem, ale měl ještě dvě starší sestry: Aloisii (1881–1942) a Františku (1883–1888), která zemřela v dětském věku pěti let na zánět plic krátce poté, co se František narodil.
Po dokončení školní docházky se František Kubiš vyučil obuvníkem a to nejspíše v Třebíči, kde toto ševcovské řemeslo mělo tradici a kde na konci 19. století vznikla dokonce odborná škola určená pro obuvnické učně.

### První manželství

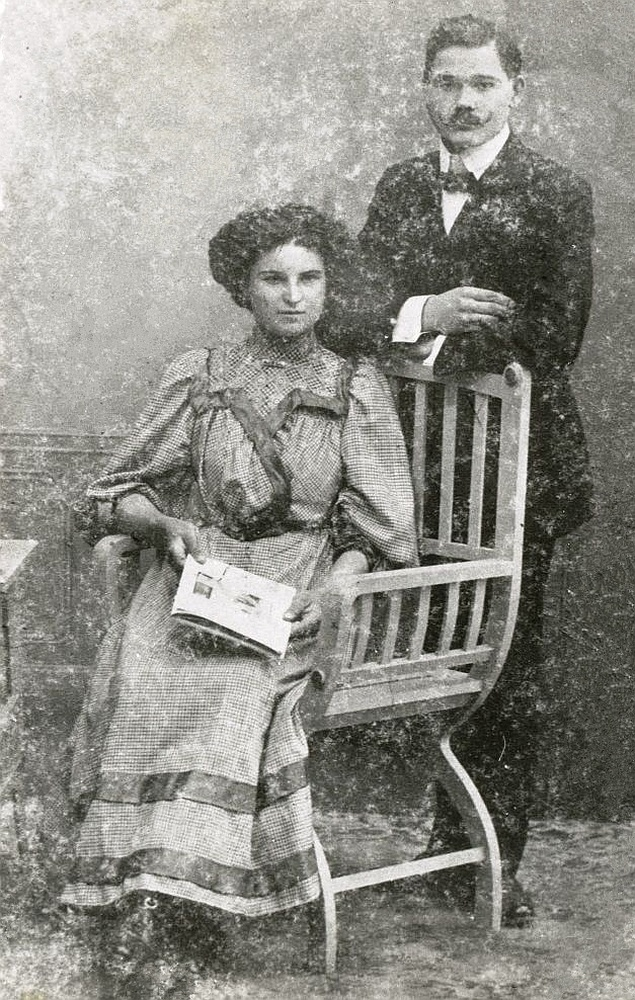
František Kubiš se svojí první manželkou Kristinou Mitiskovou krátce po svatbě kolem roku 1910

František Kubiš byl povoláním obuvník (švec) v Dolních Vilémovicích, který svoje výrobky dodával většinou do Třebíče. Byl římskokatolického vyznání. Stejné obuvnické řemeslo jako František provozoval i František Mitiska – strýc budoucí Františkovy manželky Kristiny Mitiskové. Kristina Mitisková se narodila 27. ledna 1891 v Dolních Vilémovicích v čísle popisném 79; jejím otcem byl Jan Mitiska (* 19. listopadu 1859 Ptáčov 1 – ????) a její matkou Františka Mitisková, rozená Čechová (* 24. října 1860 Dolní Vilémovice 6 – ????).
Dne 14. listopadu 1910 se ve Valeči oženil v kostele Povýšení svatého Kříže František Kubiš s Kristinou Mitiskovou (1891–1919). Mladí novomanželé se sestěhovali do Kristinina rodného domu v Dolních Vilémovicích č.p. 79 někdy koncem roku 1911 nejpozději na jaře 1912. Manželství Františka a Kristiny trvalo sice jen 9 let, ale vzešlo z něj celkem 6 potomků.
- Nejprve přišel na svět v roce 1911 prvorozený syn Josef Kubiš (1911–1912), který ale ve věku jednoho roku zemřel na plicní katar.[3][14][p. 5]
- Jako druhorozený syn se narodil v roce 1912 Rudolf Kubiš (1912–1942),[16][p. 6]
- O rok později spatřil světlo světa v pořadí třetí syn a sice Jan Kubiš (1913–1942).[14][17] Toho místní farář Alois Kežlínek do místní matriky zapsal jako Jana Křtitele Kubiše.
- Série synů byla přerušena v roce 1915 příchodem dcery Františky Kubišové, provdané Pravcové (1915–1942)[18][p. 7]
- Po Františce se narodil v roce 1916 opět syn: Jaroslav Kubiš (1916–1942).[3][14][19]
- Posledním potomkem, který se manželům Františku a Kristině narodil byla 2. září 1919 dcera Marie Kubišová.[20] Novorozená Marie se narodila již v době, kdy se její otec František ve zdraví vrátil z fronty z první světové války. Krátce po tomto posledním porodu ale matka novorozeného děťátka zemřela (Kristina skonala na horečku omladnic 10. září 1919 v třebíčské nemocnici)[3] a novorozeně, které tak náhle nemělo[16] patřičné mateřské ošetření a živení se stalo „neduživým“ až posléze 24. září 1919 zemřelo.[4][14][20]

Z celkového počtu šesti společných dětí z tohoto prvního manželství se dospělosti nakonec dožily jen čtyři potomci: Rudolf Kubiš (*1912), Jan Křtitel Kubiš (*1913), Františka Kubišová (*1915) a Jaroslav Kubiš (*1916).
Poslední dvě ratolesti (Františka a Jaroslav) se narodily v období první světové války, která do dolních Vilémovic přinesla materiální nedostatek, nemoci a nucené odchody mužů na frontu. Branná povinnost se nevyhnula ani Františku Kubišovi. Během doby, kdy byl František Kubiš na frontě, pomáhala Kristině s péčí o malé děti Kristinina matka Františka Mitisková, rozená Čechová (1860–????).

Synové Františka Kubiše z jeho prvního manželství
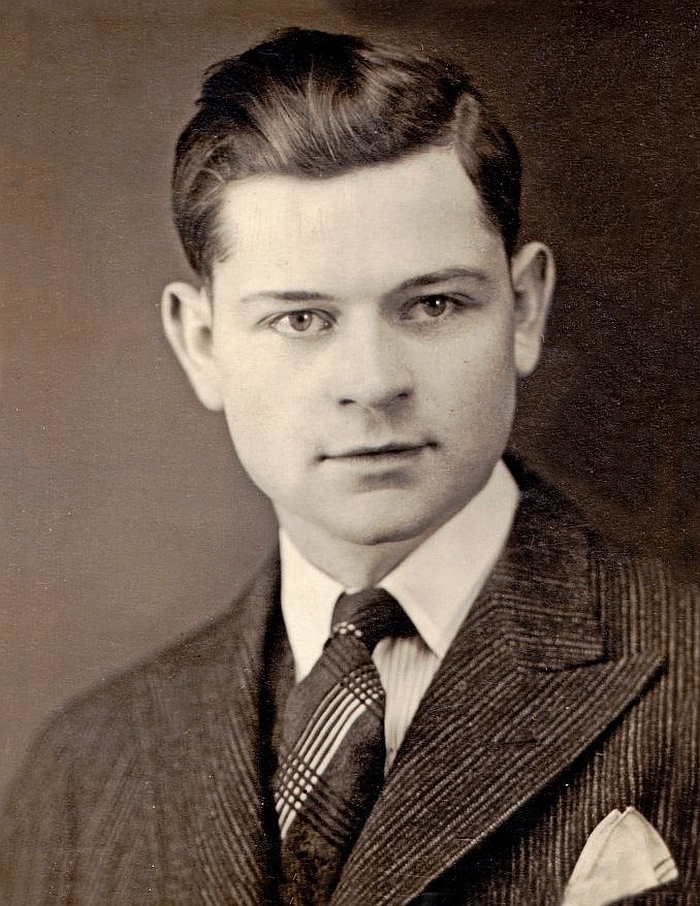
Rudolf Kubiš (* 1912)
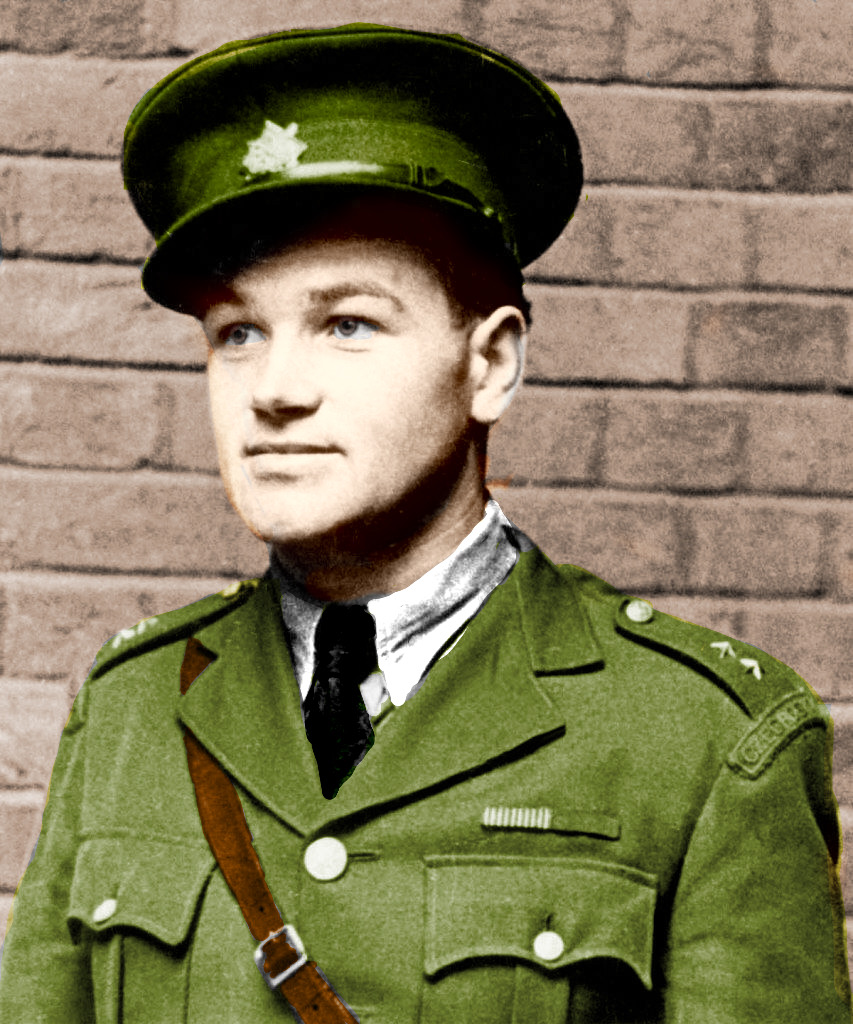
Jan Kubiš (* 1913)
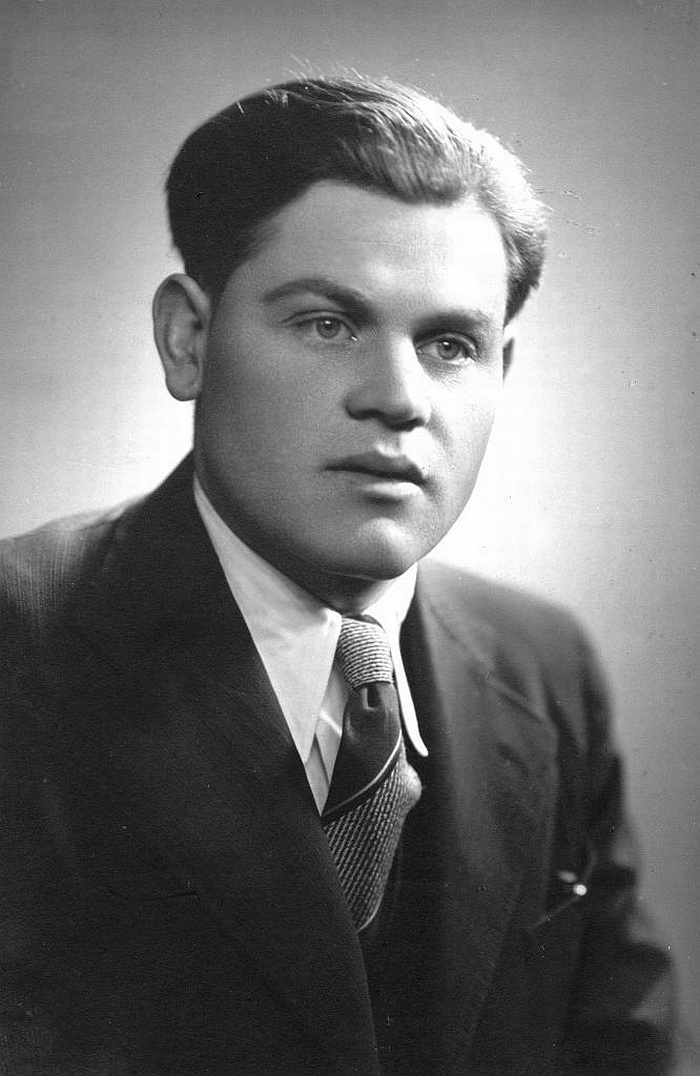
Jaroslav Kubiš (* 1916)

### Druhé manželství
Čerstvý vdovec František Kubiš (stár 32 let) se koncem roku 1919 musel vedle své ševcovské živnosti postarat i o čtveřici malých dětí ze svého prvního manželství s Kristinou Kubišovou rozenou Mitiskovou: sedmiletého Rudolfa, šestiletého Jana, čtyřletou Františku a tříletého Jaroslava.
Krátce po smrti Kristiny se dne 5. ledna 1920 ve Valeči stala Františkovou druhou manželkou jen o dva roky starší ovdovělá Marie Dusíková (rozená Čechová; 1885–1970). (Marie Dusíková žila v Dolních Vilémovicích v domku č.p. 71; ovdověla v listopadu 1913 poté, co zemřel na tuberkulózu její manžel Václav Dusík.) Spolu se sňatkem tak do druhého Františkova manželství přibyla nejen nová hospodyně, ale spolu s ní František Kubiš vyženil i pětici děti (syny: Rudolfa, Václava a Antonína; dcery: Františku a Josefu) z jejího předchozího manželství s Václavem Dusíkem.
František Kubiš po svatbě zanechal svoje a Kristininy potomky v Dolních Vilémovicích v domě č.p. 79, kde o ně pečovala šedesátiletá Kristinina matka Františka Mitisková (* 24. října 1860 Dolní Vilémovice 6 – ????) a přestěhoval se ke své druhé manželce Marii do domu č.p. 71. I tak bylo soužití členů takto početné rodiny žijící jednom domě v Dolních Vilémovicích číslo popisné 71 složité, dům jim postupně skýtal stále méně soukromí a úbytek životního prostoru vedl k častým hádkám.
Po sňatku otce s Marií Dusíkovou si nakonec sedmiletého Jana Kubiše vzali k sobě na podzim 1919 sourozenci jeho zemřelé biologické matky Kristiny (Josef Mitiska a jeho sestra Bernarda Mitisková z Ptáčova) u nichž Jan Kubiš žil až do svých 14 let věku.
Nově sezdaný pár pokračoval v rozšiřování rodu Kubišů. Ani ne rok po svatbě se narodila 12. listopadu 1920 Marie Kubišová (1920–1942), a po ní následovala 27. března 1924 Vlasta Kubišová (1924–1942), s odstupem jednoho a půl roku pak 11. listopadu 1925 Jitka Kubišová (1925–1942) a 16. března 1928 po sérii tří dcer spatřil světlo světa syn František Kubiš (1928–1990).

Tři dcery a syn Františka Kubiše z jeho druhého manželství
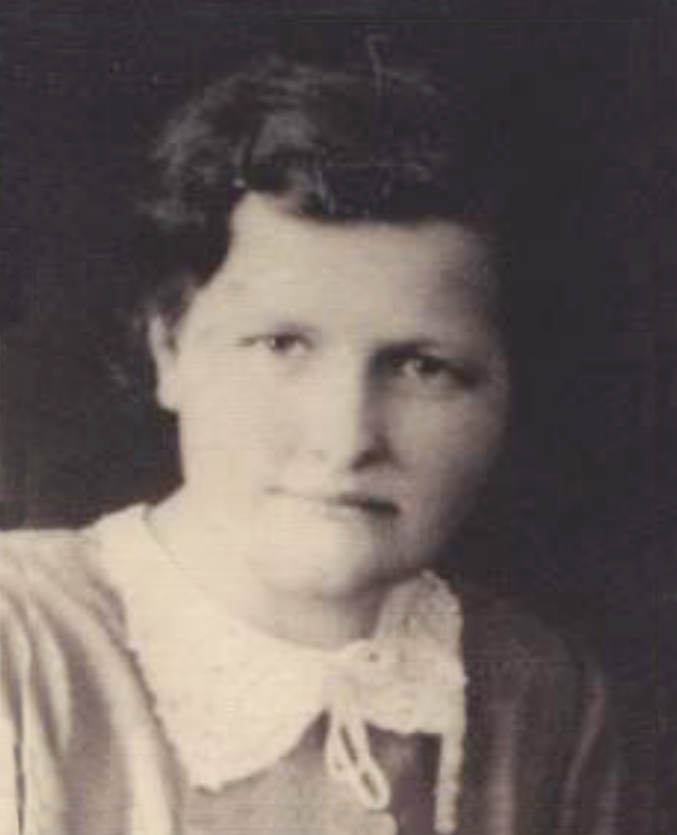
Marie Kubišová (* 1920)
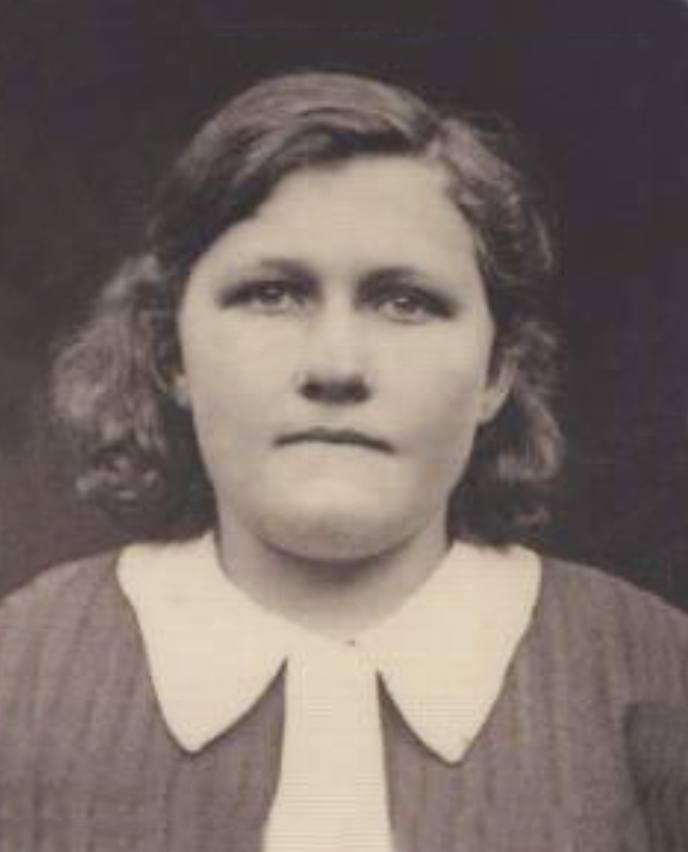
Vlasta Kubišová (* 1924)
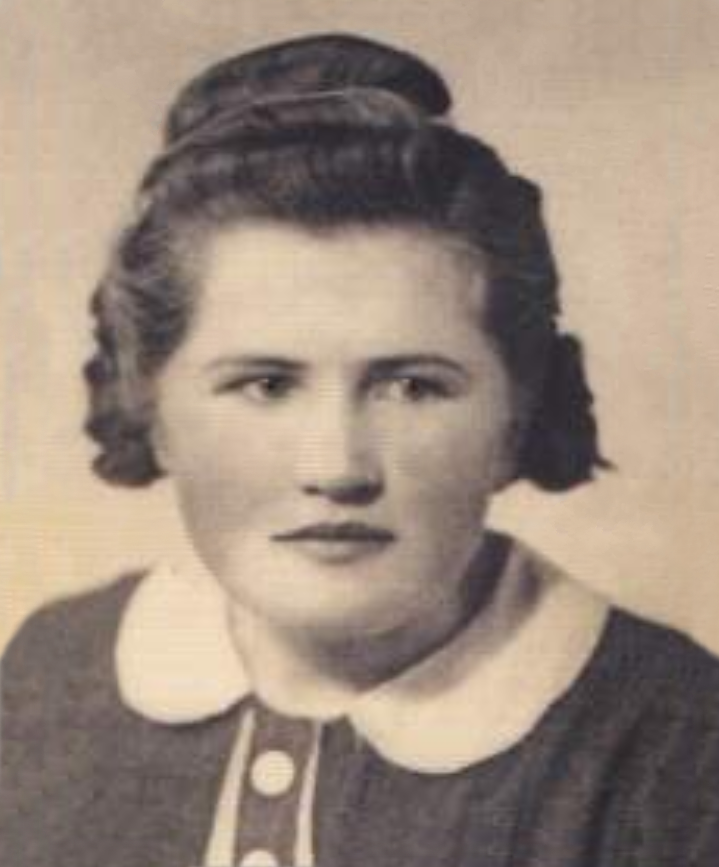
Jitka Kubišová (* 1925)
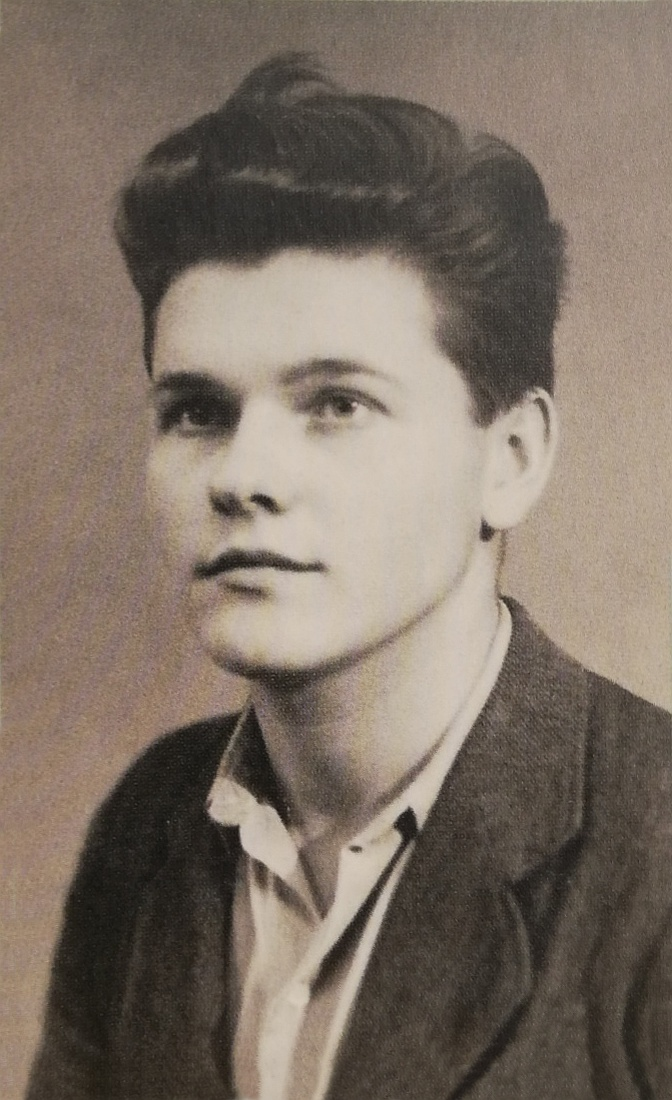
František Kubiš (* 1928)

### Nemanželští synové
František Kubiš tak na samém konci roku 1925 byl biologickým otcem čtyř dětí z prvního a čtyř dětí ze svého druhého manželství. Dne 21. února 1922 se narodil jeho první nemanželský syn Josef. Jeho matkou byla Františka Dusíková (ve druhém Františkově manželství vyženěné dítě Marie a Václava Dusíkových). V poručnickém spisu Okresního soudu v Třebíči se k otcovství přiznal pan otec František Kubiš. Za svůj čin byl potrestán vězením, neboť matka v době početí nebyla ještě plnoletá.
V roce 1941 přivedl František Kubiš na svět svého druhého nemanželského syna. Byl jím Jiří, jehož matkou byla Josefa (ve druhém Františkově manželství vyženěné dítě Marie a Václava Dusíkových). I zde František Kubiš otcovství přiznal, ale vězněn kvůli tomu tentokrát nebyl.

### Protektorát
Gestapo ani jiné německé vyšetřovací orgány (např. kriminální policie nebo Sicherheitsdienst) nikdy nedokázaly, že František Kubiš byl zapojen jakýmkoliv způsobem do protiněmeckých ilegálních aktivit. Stejně jako mnohým dalším se i jemu stala osudnou zrada Karla Čurdy (16. června 1942), po které následovala vlna zatýkání.
Bylo to 16. června 1942 odpoledne, když jsem se vrátil ze školy. Něco jsem snědl a vyhnal husy ze dvorku na cestu s tím, že je poženu dále na pastvu. Sotva jsem vyšel před vrátka, uviděl jsem, jak do naší ulice vjíždějí dvě auta. Gestapáci vyskákali z aut s napřaženými zbraněmi a vběhli do domu. Vrátil jsem se zpět. Otce vytáhli z jeho malé dílny na dvůr a začali sepisovat všechny členy rodiny. U každého musel říci, kde je, kde pracuje a bydlí. To proto, že někteří bratři byli ženatí a sestry vdané.
František Kubiš (1928–1990), O prvních okamžicích zatýkání v Dolních Vilémovicích, 
Po svém zatčení gestapem odpoledne 16. června 1942 v Dolních Vilémovicích byl nucen, společně se svými syny Rudolfem Kubišem (1912–1942), Jaroslavem Kubišem (1916–1942) a Františkem Kubišem (1928–1990), identifikovat po dokonaném boji v kostele svatých Cyrila s Metoděje (v budově německého soudního lékařství) uříznutou hlavu svého syna Jana Kubiše. Dne 29. září 1942 byl František Kubiš v nepřítomnosti stanným soudem v Praze odsouzen k trestu smrti. Z policejní vazby na Karlově náměstí v Praze byl deportován do Malé pevnosti v Terezíně. Dne 23. října 1942 byl převezen do koncentračního tábora Mauthausen a o den později (24. října 1942) jej zde zavraždili v 13.38 střelou z malorážní pistole do týla společně s dalšími spolupracovníky a rodinnými příslušníky atentátníků při fingované zdravotní prohlídce. Bylo mu 55 let.

## František Kubiš (* 1928)
Německé soudy se v případě odsuzování mladistvých osob, které v době činu nebo odsouzení nedovršily 18 let měly řídit německým zákonem o soudnictví nad mládeží ze 16. února 1923, jehož § 9 jasně definoval nemožnost takovému mladistvému uložit trest smrti ani trest doživotní káznice. Tento paragraf zjevně zafungoval v případě nejmladšího Františkova syna Františka Kubiše (1928–1990), jemuž bylo v roce 1942 pouhých 14 let. František byl nejprve vězněn spolu s ostatními dětmi zatčených či popravených odbojářů v internačním táboře v Praze na Jenerálce, pak ve Svatobořicích a v Plané nad Lužnicí, kde se dočkal konce druhé světové války.

## Připomínka

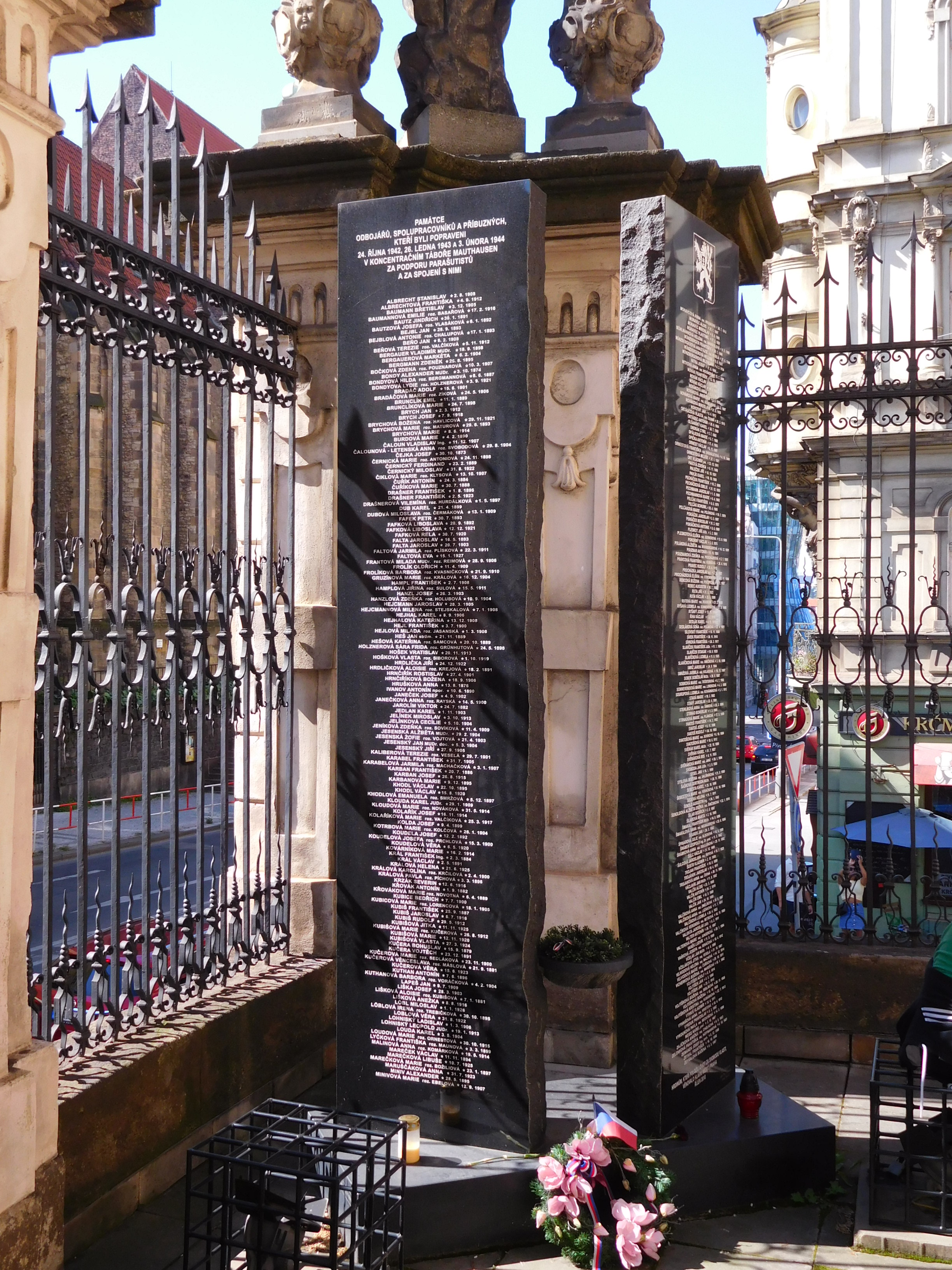
Pomník odbojářům popraveným a umučeným v souvislostí s operací Anthropoid (Resslova ulice)

Jeho jméno (Kubiš František *25.9.1887) je uvedeno na pomníku při pravoslavném chrámu svatého Cyrila a Metoděje (adresa: Praha 2, Resslova 9a). Pomník byl odhalen 26. ledna 2011 a je součástí Národního památníku obětí heydrichiády.

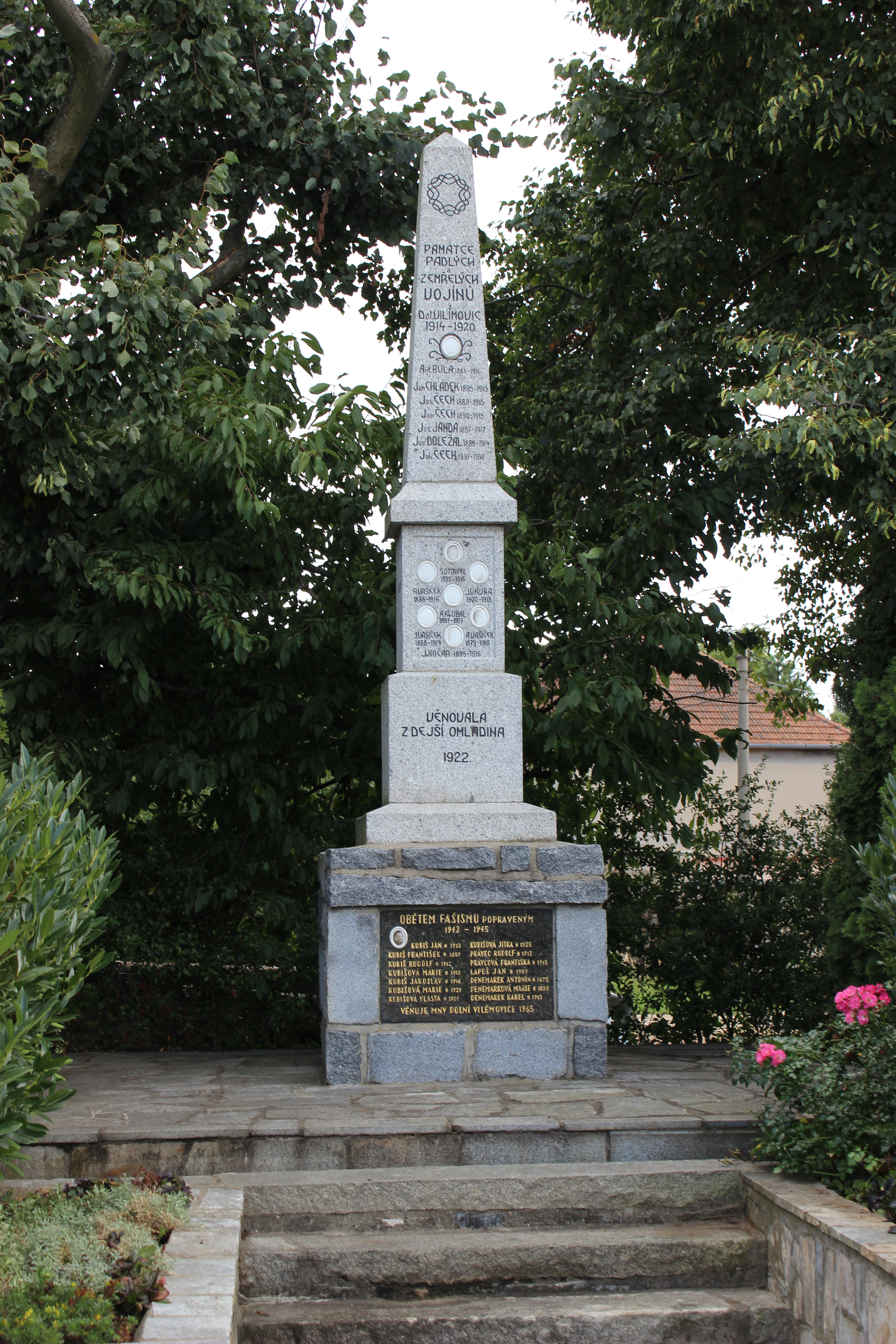
Pomník obětem válek na návsi v Dolních Vilémovicích

Jména čtrnácti členů příbuzenstva Jana Kubiše, kteří byli 24. října 1942 popraveni v koncentračním táboře Mauthausen připomíná pamětní deska na památníku obětem válek na návsi v Dolních Vilémovicích.